# Urząd Regulacji Telekomunikacji
Urząd Regulacji Telekomunikacji (URT) – w latach 2000–2002 urząd administracji rządowej, obsługujący Prezesa Urzędu Regulacji Telekomunikacji.
Prezes Urzędu Regulacji Telekomunikacji (Prezes URT) jako organ regulacyjny w zakresie działalności telekomunikacyjnej i gospodarki częstotliwościowej oraz kontroli spełniania wymagań dotyczących kompatybilności elektromagnetycznej został ustanowiony przez Ustawę z dnia 21 lipca 2000 r. Prawo telekomunikacyjne (Dz. U. Nr 73,  poz. 852 z późn. zm.). Prezes URT, jako organ administracji rządowej, łączył funkcje administracyjne (wydawanie decyzji administracyjnych) z funkcjami quasi sądowymi (rozstrzyganie sporów między operatorami). Nie był on wyposażony w  funkcje legislacyjne, które należą do kompetencji ministra właściwego do spraw łączności. Był jedną z najważniejszych instytucji wprowadzonych wspomnianą ustawą i pierwszym organem regulacyjnym w dziedzinie telekomunikacji w Polsce.
Prezes URT wykonywał powierzone mu ustawą zadania przy pomocy Urzędu Regulacji Telekomunikacji (URT), utworzonego w dniu 7 października 2000 r. W skład URT weszli wszyscy pracownicy dotychczasowego organu Ministra Łączności – Państwowej Inspekcji Telekomunikacyjnej i Pocztowej (PITiP), a od 1 stycznia 2001 r. wszyscy pracownicy drugiego organu podległego Ministrowi Łączności – Państwowej Agencji Radiokomunikacyjnej (PAR). URT przejął także majątek, należności i zobowiązania PITiP oraz majątek PAR, wraz z ich strukturami terenowymi. W związku z przekazaniem części zadań z Ministerstwa Łączności w drodze przeniesienia służbowego przeszło do URT kilkudziesięciu pracowników merytorycznych, głównie do nowo utworzonych departamentów zajmujących się problematyką rynku telekomunikacyjnego.
Nadzór nad Prezesem URT sprawował Minister Łączności.
Decyzją Premiera Rządu RP w dniu 27 października 2000 r. Prezesem URT został Marek Zdrojewski.  Po jego rezygnacji, od 12 października 2001 r. do 31 marca 2002 r. funkcję tę pełnił Kazimierz Ferenc.
Do zakresu działania Prezesa URT należało w szczególności:
- wykonywanie zadań z zakresu regulacji działalności telekomunikacyjnej i gospodarki częstotliwościowej,
- wykonywanie kontroli przestrzegania przepisów, decyzji oraz postanowień z zakresu telekomunikacji, gospodarki zasobami częstotliwości lub spełniania wymagań dotyczących kompatybilności elektromagnetycznej,
- wykonywanie kontroli przestrzegania przepisów, decyzji oraz postanowień z zakresu świadczenia usług pocztowych,
- ocena funkcjonowania rynku usług telekomunikacyjnych oraz rynku urządzeń telekomunikacyjnych,
- podejmowanie interwencji w sprawach dotyczących funkcjonowania rynku usług telekomunikacyjnych,
- tworzenie warunków dla rozwoju krajowych służb radiokomunikacyjnych przez zapewnianie Polsce niezbędnych przydziałów częstotliwości oraz dostępu do zasobów orbitalnych.

W 2002 r. URT został zastąpiony przez Urząd Regulacji Telekomunikacji i Poczty.